# テレクラキャノンボール
テレクラキャノンボールは、カンパニー松尾によるアダルトビデオ作品シリーズ。

## 概要
アメリカ大陸横断レースである『キャノンボール』をモチーフにしたアダルトビデオ作品。
きっかけはカンパニー松尾が自動二輪の限定解除をし、ツーリングしたいと思ったことから。当初はレースにする企画ではなかった。
第1作時点では優勝者のみに出演費用が出るシステムや、スタジオ費用がないことから制作費は抑えられていたが、回を追うごとに整備されていき、制作費もかかるようになってきたという。第1作はビデオザワールド年間1位作品となり、翌年に続編制作が決定したものの、第2作は出演女優と内容で揉めるなど、うまくいかず封印を決意。しかし営業サイドから続編が求められ、1999年に2部作となる第3作を製作。2部作となったのは予算をかき集めなければならない背景があったという。第3作は業界内での評判は良かったが、売り上げが伸びず、これでシリーズ打ち止めだと思ったと出演者のひとりで、当時プロデューサーであった平沢はのちに語っている。
2009年にハマジムからAV OPEN出品作品として10年ぶりに復活。2013年制作の『テレキャノ2013』は翌年に劇場公開版が製作されるなど社会現象となった。
2022年3月公開の『劇場版 おうちでキャノンボール2020』はシリーズ初めて劇場公開先行作品として製作される。

## ルール
ステージは、RUNステージとSEXステージに分かれていて、終了時のステージ合計獲得ポイントによって順位が決められる。
RUNステージでは、決められた移動区間をオートバイや自動車などで移動し、到着順でポイントが与えられる。SEXステージでは、ナンパ、テレクラ、出会い系サイトなどを用いて、各都市で制限時間内に素人女性との絡みを撮影し、その行為内容などによってポイントが与えられる 。
優勝者には栄誉と、優勝賞品としてキャノンボールマスコットガールとセックスできる権利が贈られる。

## 作品（アダルトビデオ）

### 1997年
- 『テレクラキャノンボール 東京・仙台・青森 爆走1500キロ』
  - 制作メーカー：h.m.p
  - レーベル：dokan
  - 参加者（年齢、車種名）：
    - カンパニー松尾（32歳、KAWASAKI GPz750 '84年モデル）
    - 平本一穂（32歳、YAMAHA FZR1000 '91年モデル青白）
    - 花岡じった（33歳、YAMAHA YZF1000 THUNDER ACE '97年モデル）

  - 審判部長：平沢大輔（元h.m.pプロデューサー）
  - キャノンボールマスコットガール＆優勝賞品：吉川りな

### 1998年
- 『テレクラ&ナンパキャノンボール 東京・名古屋・福岡・宮崎・爆走1500キロ』
- 『テレクラ&ナンパ裏キャノンボール 東京・名古屋・福岡・宮崎・爆走1500キロ 一人きりの復讐』
  - 制作メーカー：h.m.p
  - レーベル：dokan
  - 参加者（年齢、車種名）：
    - カンパニー松尾（33歳、HONDA CBX750F） - 主催者。
    - 花岡じった（34歳、YAMAHA YZF-R1） - 前回優勝者。
    - いちはらカズ（29歳、FORD MUSTANG） - AVメーカー「惑星共同体」代表取締役。

  - 審判部長：平沢大輔
  - キャノンボールマスコットガール＆優勝賞品：長瀬みおん

### 1999年
- 『東京・函館・札幌・釧路 爆走1600キロ テレクラ&ナンパキャノンボール3 強チ○昇天編』
- 『東京・函館・札幌・釧路 爆走1600キロ テレクラ&ナンパキャノンボール3 手負いの猛獣編』
  - 制作メーカー：h.m.p
  - レーベル：dokan
  - 参加者（車種名）；
    - カンパニー松尾 [5]（HONDA VFR750R改インターセプター）
    - 花岡じった（トヨタ・センチュリー）
    - いちはらカズ（HONDA Steed600改） - 前回チャンプ。
    - バクシーシ山下（クーペ・フィアット20V）

  - 審判部長：平沢大輔
  - キャノンボールマスコットガール＆優勝賞品：みきちゃん

### 2009年
- 『テレクラキャノンボール 2009 賞品はまり子*Gカップ』 [6]
- 『裏テレクラキャノンボール 2009 ホントにさよなら、まり子*Gカップ』
  - 制作メーカー：HMJM
  - レーベル：NON FICTION
  - 参加者（車種名）：
    - カンパニー松尾（HONDA CBR1100XX）
    - バクシーシ山下（アルファロメオ147）
    - ビーバップみのる（無免許）
    - ミスターX（トヨタ・アルファード3.0G）
    - アキヒト（KAWASAKI ZZR1400）

  - 審判部長：平沢大輔
  - キャノンボールマスコットガール＆優勝賞品：まり子

### 2013年
- 『テレクラキャノンボール 2013 賞品は神谷まゆと新山かえで』
- 『裏テレクラキャノンボール 2013 女達のキャノンボール それぞれの朝』
  - 制作メーカー：HMJM
  - レーベル：NON FICTION
  - 参加者（車種名）：
    - カンパニー松尾（HONDA CBR600F）
    - バクシーシ山下（トヨタ・MR-S）
    - ビーバップみのる（無免許のため、くじ引きでいずれかの乗り物に同乗）
    - タートル今田（TOYOTA アルファード 3.0G）
    - 梁井一（SUZUKI GSX1200S）
    - 嵐山みちる（クライスラー 300C）

  - 審判部長：平沢大輔
  - バイク＆メインカメラ：アキヒト ＆ KENSAKU
  - キャノンボールマスコットガール＆優勝賞品：神谷まゆと新山かえで

## 作品（劇場版）
- 『劇場版 テレクラキャノンボール 2013』 [7]
  - 2013年のアダルトビデオ作品（約10時間）を札幌でのSEXステージを中心に、劇場用に132分に編集。当初はアダルトビデオ版発売記念という形で、2014年2月15日からオーディトリウム渋谷において6日間限定レイトショーで上映され、話題になる。その後、全国のミニシアター系映画館などで続々と上映され、2014年末までに約一万人を動員している。
- 『劇場版 テレクラキャノンボール 2013』（ガイドブック入り）（DVD＋Blu-ray Disc 2枚組）

## 劇場版 おうちでキャノンボール2020
新型コロナウイルス感染拡大による緊急事態宣言が発出された状況下で、新たなルールのもと『テレクラキャノンボール』を復活させた一作。2020年5月に2日間のみを使って撮影。「会議はフルリモート」「ナンパはすべてオンライン」「対面する場合は1.8メートルのソーシャルディスタンシングを厳守」といった緊急事態宣言に沿ったルールで性交相手を捕まえていく。今作は初めてジェンダーレスが採用され、相手が男性であってもポイントとなる。松尾は「あの時こんなことあったよなー」と軽い気持ちで見れる作品と論じている。

### 総集編
- テレクラキャノンボール BEST 8時間 メーカー：h.m.p
- SEX CANNON BALL240 テレクラ＆ナンパキャノンボール メーカー：h.m.p